# 文亨杓
文亨杓（1956年10月11日—），是大韓民國的政治人物、社科研究員，曾任大韩民国保健福祉部长官。现任国民年金公团负责人。2016年12月被怀疑涉及总统朴槿惠贪污丑闻，被逮捕并接受特派检察官审问。

## 生平
文亨杓中學就讀首爾高等學校，後進入延世大學獲取經濟學學士及經濟學研究所碩士，後來到宾夕法尼亚大学獲取經濟學博士。
2013年12月2日，韩国總統朴槿惠任命他為保健福祉部長官。
2015年，韓國發生大規模爆發的中東呼吸綜合症（MERS）疫情，部分市民認為他對MERS應對無方，應該下台。
2016年12月28日，文亨杓涉嫌與總統朴槿惠的醜聞有關係而遭檢察機關羈押。文亨杓承认，2015年担任保健福祉部长官期间，曾施压要求国民年金公团支持两家三星附属企业的合并案。韩国国民年金公团是两家三星附属企业的大股东，合并案共涉及80亿美元。